# Terremoto de Concepción de 1570
El terremoto de Concepción de 1570 fue un sismo que sacudió a la ciudad de Concepción, Chile, en su antigua ubicación, en la actual Penco. Fue el primer terremoto que experimentaron los conquistadores españoles en territorio chileno. Se estima que el terremoto tuvo una magnitud de 8,3 MS en la escala sismológica de Richter.

## Reportes del sismo y posterior maremoto
El sismo sobrevino alrededor de las 9 de la mañana del miércoles de Ceniza, el 8 de febrero de 1570. A esa hora la escasa población penquista se encontraban en misa. Cuando ocurrió el sismo, la tierra se agrietó de gran manera.
Luego vino un maremoto que se adentró en la ciudad, con alturas de hasta cuatro metros. La población escapó a los cerros cercanos. Allí se establecieron por cierto tiempo, junto con las provisiones necesarias para evitar el ataque de los indígenas. El mar destruyó completamente la ciudad dejando algunos barcos en tierra firme.
Los indígenas, al ver que los españoles habían perdido sus hogares, amenazaron con destruir toda la ciudad, pero viendo a los habitantes con posibilidad de defenderse, decidieron no emprender acción alguna.
También influyó en esta decisión que el licenciado Torres de Vera, en ese momento líder del ejército que defendía Concepción, no se encontraba con sus dirigidos en la ciudad. Por ello, y luego de la catástrofe, los militares volvieron a Concepción y construyeron un fuerte para proteger a los habitantes. Ningún registro señala que hayan ocurrido fallecimientos durante este sismo, pero sí hubo gran destrucción. La actual capital del país, Santiago, también sufrió daños. Algunos ríos fueron bloqueados por deslizamientos de tierra, formando lagos.
Cinco meses después, las réplicas continuaron, y el 8 de julio de 1570, se realizó un cabildo abierto en la ciudad, que decidió que, además del miércoles de ceniza, también el jueves sería festivo en la ciudad.